# Thư viện nghiên cứu

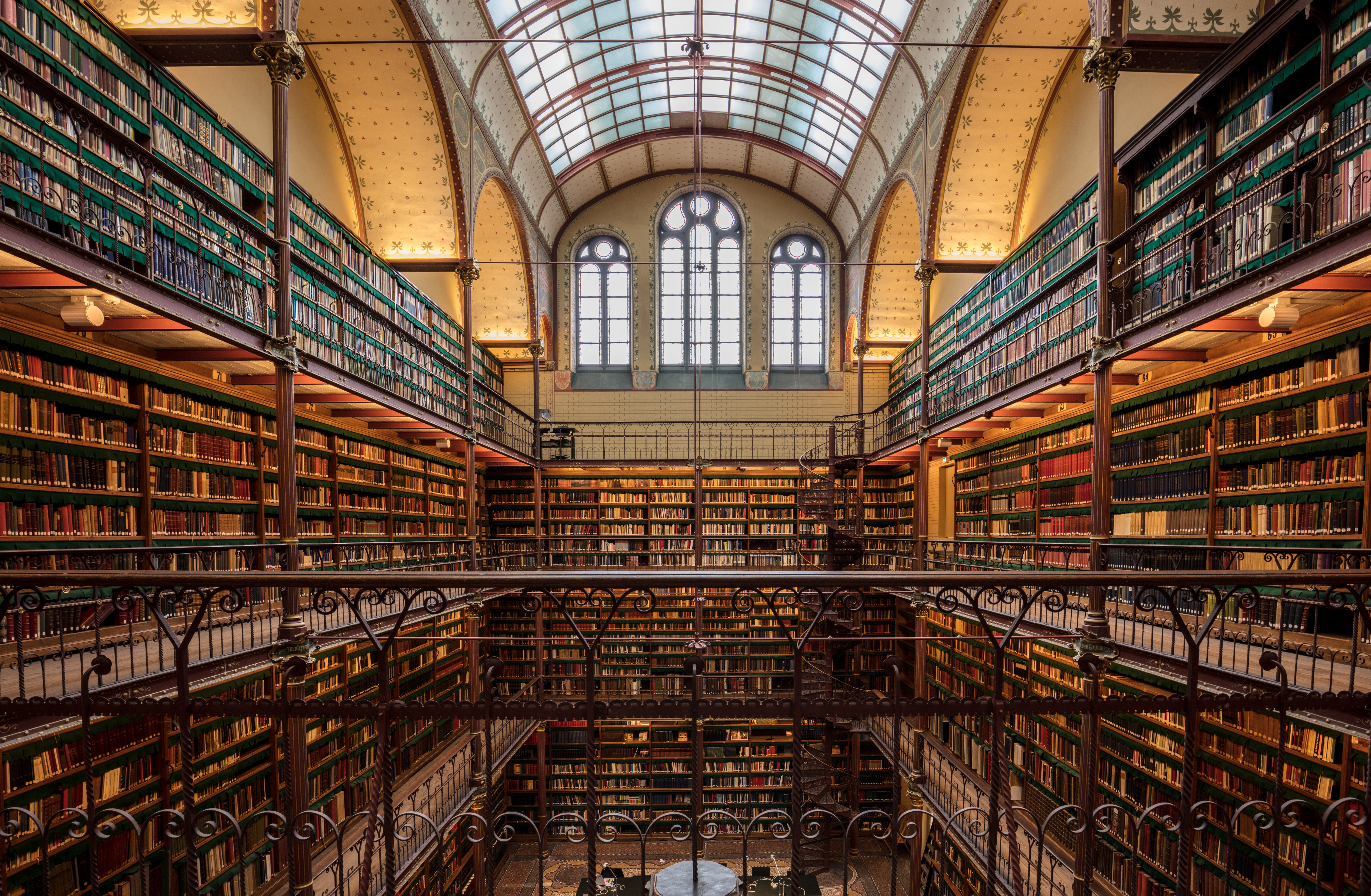
Thư viện nghiên cứu Rijks

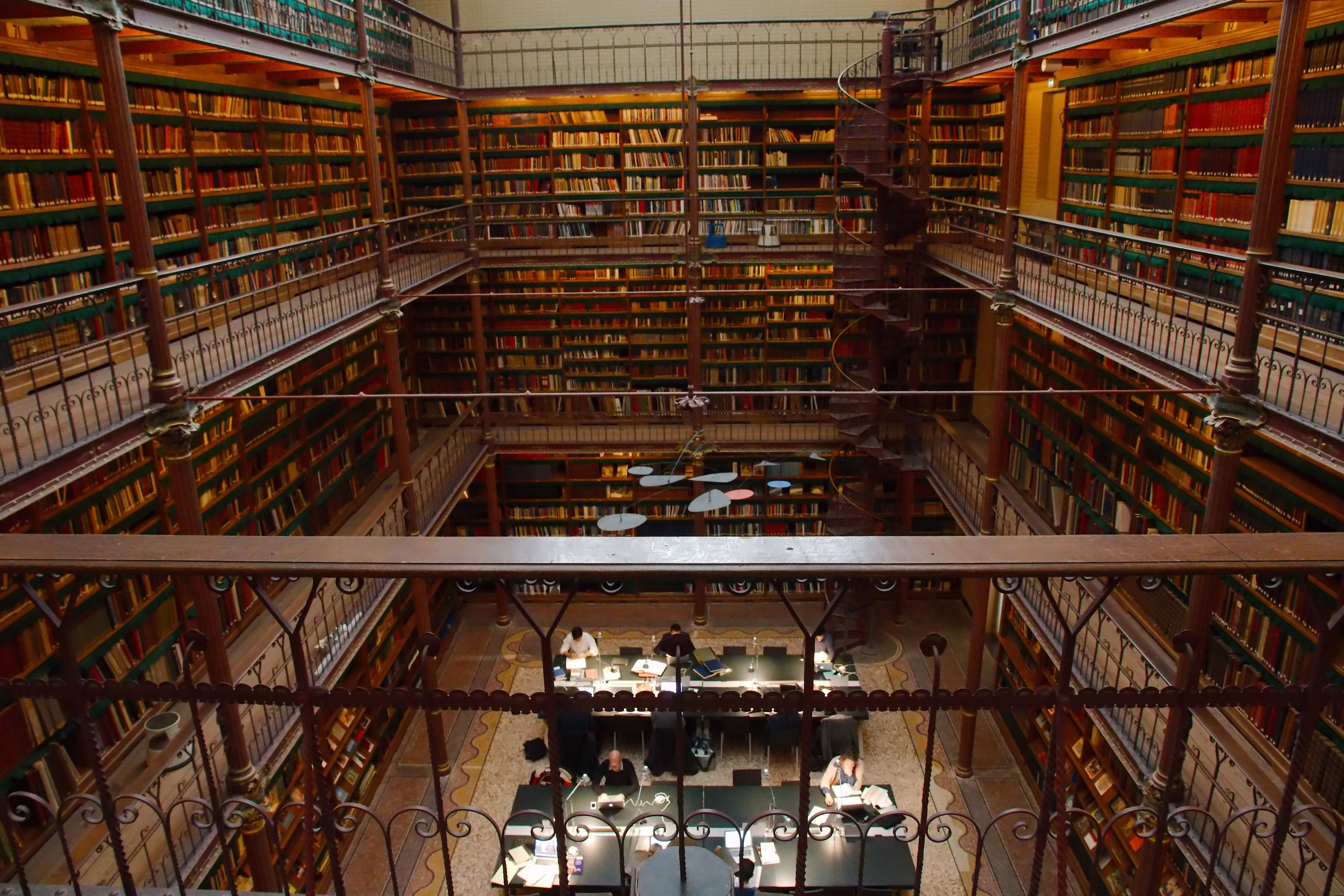
Những tài liệu nghiên cứu đồ sộ tại thư viện Rijks

Thư viện nghiên cứu (Research library) là một thư viện chứa bộ sưu tập tài liệu chuyên sâu về một hoặc một số chủ đề. Nơi đây lưu giữ các nguồn thông tin, hồ sơ, tư liệu, sách vở về một hay nhiều lĩnh vực. Thư viện này sẽ hỗ trợ cho công tác nghiên cứu học thuật hoặc khoa học và có đủ các nguồn sơ cấp và cả nguồn thứ cấp, thư viện nghiên cứu thường sẽ bao gồm việc tuyển chọn chuyên sâu các tài liệu về một chủ đề hoặc tập hợp chủ đề cụ thể và chứa nguồn chính cũng như nguồn thứ cấp. Thư viện nghiên cứu được thành lập để đáp ứng nhu cầu nghiên cứu chuyên sâu và do đó, được lưu trữ các tài liệu xác thực với nội dung có chất lượng. Thư viện nghiên cứu thường được gắn với các tổ chức học thuật hoặc nghiên cứu chuyên về chủ đề đó và phục vụ các thành viên của tổ chức đó. Bộ sưu tập tài liệu của thư viện nghiên cứu tập trung vào một hoặc nhiều chủ đề hoặc lĩnh vực nghiên cứu và tài liệu có sẵn về các chủ đề đó thường bao quát và chuyên sâu hơn tài liệu có trong các thư viện công cho mượn. Các tổ chức như trường đại học có thể có nhiều thư viện nghiên cứu trong khuôn viên trường, mỗi thư viện dành riêng cho các khoa hoặc môn học khác nhau. Các thư viện nghiên cứu cũng có thể xuất bản nghiên cứu học thuật của riêng họ do các thủ thư thực hiện về các chủ đề, chủ điểm được lựa chọn.

## Đại cương
Các thư viện nghiên cứu phải đối mặt với một thách thức đặc biệt là làm cho các tài liệu nghiên cứu có thể truy cập được và sẵn có cho khách hàng và cũng cần đảm bảo không có vấn đề liên quan đến bản quyền với tài liệu lưu trữ, đảm bảo rằng càng nhiều tài liệu có thể truy cập mở càng tốt và đảm bảo tất cả tài liệu đều có nguồn gốc đáng tin cậy. Một số thư viện nghiên cứu chuyên ngành có thể bao gồm những thư viện trực thuộc các tổ chức chính phủ có thể lưu giữ các tài liệu nhập khẩu về lịch sử, pháp lý hoặc chính trị hoặc thư viện âm nhạc có sách và tạp chí về âm nhạc cũng như phim và bản ghi âm để các nhạc sĩ truy cập. Các thư viện nghiên cứu thường có các tài liệu phi hư cấu và mang tính học thuật. Theo truyền thống, chúng bao gồm sách, tạp chí định kỳ, tạp chí, báo, bản thảo và băng cassette. Với sự ra đời của công nghệ, điều này đã phát triển để bao gồm CD, DVD, Ebook, sách nói và danh mục nghiên cứu trực tuyến.
Các thư viện đại học lớn được coi là thư viện nghiên cứu và thường chứa nhiều thư viện nghiên cứu chuyên ngành. Các thư viện cung cấp tài liệu nghiên cứu cho sinh viên và nhân viên của các tổ chức này sử dụng, đồng thời cũng có thể xuất bản và lưu trữ các tài liệu do các tổ chức này sản xuất và cung cấp chúng cho những người khác. Các thư viện nghiên cứu cũng có thể được tiếp cận bởi công chúng muốn có được kiến thức chuyên sâu về chủ đề cụ thể đó.  Thư viện nghiên cứu thường là thư viện học thuật hoặc thư viện quốc gia, nhưng một thư viện đặc biệt cũng có thể có khu vực nghiên cứu riêng, và một số thư viện công cộng rất lớn cũng dùng để phục vụ nghiên cứu. Ở Bắc Mỹ, một thư viện đại học lớn cũng có thể được coi là một thư viên nghiên cứu, và thường thuộc Hiệp hội Thư viện Nghiên cứu. Tại Vương quốc Anh, những thư viện này có thể thuộc Thư viện Nghiên cứu Vương quốc Anh (RLUK). Một thư viện nghiên cứu có thể cho hoặc không cho mượn sách. Một số thư viện nghiên cứu rất lớn hoặc cũ hoàn toàn không cho mượn giống thư viện tham khảo, còn phần lớn thư viện học thuật tại Anh và Mỹ cho phép mượn sách nhưng không cho mượn các ấn phẩm định kỳ và tài liệu khác. Một số ví dụ của thư viện nghiên cứu gồm Thư viện Anh, Thư viện Bodleian tại Đại học Oxford và Chi nhánh chính Thư viện Công cộng New York tại Manhattan, Thư viện Khoa học và Kỹ thuật Công cộng Quốc gia của chi nhánh Siberia của Viện Hàn lâm Khoa học Nga.